# Жалдама (село)
Жалдама (каз. Жалдама) — село в Амангельдинском районе Костанайской области Казахстана. Входит в состав Амантогайского сельского округа. Находится примерно в 44 км к северо-востоку от села Амангельды. Код КАТО — 393437280.

## Население
В 1999 году население села составляло 1094 человека (565 мужчин и 529 женщин). По данным переписи 2009 года, в селе проживало 436 человек (215 мужчин и 221 женщина).